# Vaimalama Chaves
Vaimalama Chaves, född den 3 december 1994 i Pape‘ete, är en fransk fotomodell och sångare som korades till Miss Tahiti år 2018 och till Miss Frankrike ett år senare.

## Biografi

### Bakgrund och privatliv
Chaves är född i Pape‘ete år 1994 och har två bröder och två systrar varav Vaimalama är näst äldsta. Mamman Yasmina arbetar som sjuksköterska och pappan Moana jobbar på Franska Polynesiens kommunikationsverk. Bägge föräldrarna är av tahitiskt härkomst. Som barn var hon överviktig, vilket ledde till mobbning i skolan.
Chaves har en magisterexamen i förvaltningsvetenskap som hon har studerat vid Franska Polynesiens universitet. Sedan hon blivit färdig med sina studier, jobbade hon på kundtjänsten på ett gym.
Sedan 2020 har Chaves varit i ett förhållande med Nicolas Fleury, en fransk olympisk cyklist.

### Karriär som miss
Chaves valdes till Miss Tahiti år 2018, vilket automatiskt försäkrade hennes plats i nästa års Miss Frankrike -tävlingen.
I december 2018 valdes Chaves till Miss Frankrike. Hon ville dock inte representera sitt land på Miss Universum- eller Miss World-tävlingar eftersom hon ville "ägna sig åt sin roll som Miss Frankrike". År 2020 gav hon sin krona över till Clémence Botinon från Guadeloupe.

### Efter misstävlingar
Chaves debuterade som sångare på YouTube år 2019 då hon publicerade sin cover-version av sången Jardin d'hiver (ursprungligen av Benjamin Biolay och Keren Ann). Hon publicerade sin första egen studioalbum Good Vaïbes i december 2020. Hon använder sitt förnamn som artistnamn. Året därpå deltog Chaves i Frankrikes version av Let's Dance (franska: Danse avec les stars) med dansläraren Christian Millette som sin partner. Ytterligare har hon gjort betalt samarbete med franskpolynesiska flygbolaget Air Tahiti Nui.
I maj 2021 sade Chaves att hon har inte uteslutit att gå med till politiken.

## Utmärkelser
- Tahiti Nui-orden (Franska Polynesien, 2018)[13]